# 姫路モノリス
姫路モノリス（ひめじモノリス）は、兵庫県姫路市総社本町にあるノバレーゼが経営するレストラン・結婚式場。旧逓信省の建物を利用して外観は当時のままに、全面に茶色のスクラッチタイルが貼られており、縦長で白枠の大窓が付設してある。姫路市都市景観重要建築物（第27号）に指定されたほか、国の登録有形文化財に登録されている。

## 歴史
- 1930年（昭和5年） - 逓信省姫路電信局別館として建築される。関東大震災を教訓にした震災復興型局舎。
- 太平洋戦争前後 - 戦中は空襲の標的にされにくいように外壁全面を防空迷彩が施され、コールタールが塗られた。戦後の電電公社民営化時にはリシンが塗られた。
- 2002年（平成14年）11月28日 - 姫路市都市景観重要建築物に指定される[1]。
- 2007年（平成19年） - 3月まで、NTT西日本兵庫支店姫路2号館として番号案内業務などを行う。
- 2009年（平成21年）11月9日 - 姫路モノリスとして開業[2]。
- 2010年（平成22年） - JCDデザインアワード受賞。同年3月11日 - 第18回BEST STORE OF THE YEAR 複合商業施設･大型店部門優秀賞受賞。
- 2011年（平成23年）7月 - 北米照明学会賞受賞[3]。
- 2021年（令和3年）6月21日 - 旧姫路郵便局電話事務室として国の登録有形文化財に登録[4]。